# Đồng (tiền Việt Nam Cộng hòa)
Đồng đã từng là tiền tệ của Việt Nam Cộng hòa (Nam Việt Nam) từ năm 1953 đến ngày 2 tháng 5 năm 1978. Một đồng được chia thành 100 xu. Nó khác với loại tiền "đồng" Việt Nam Dân chủ Cộng hòa và Cộng hòa Xã hội chủ nghĩa Việt Nam sử dụng sau này.

## Lịch sử

Tờ tiền giấy mệnh giá 1000 đồng với hình Ngân hàng Quốc gia Việt Nam

Năm 1953, chi nhánh Việt Nam của Viện Phát hành Quốc gia Việt, Miên, Lào (tiếng Pháp: Institut d'Emission des Etats du Cambodge, du Laos et du Vietnam) đã phát hành các giấy bạc có hai tên gọi trên đó là piastre và đồng. Đồng thời, hai chi nhánh khác có dàn xếp tương tự với riel ở Campuchia và kíp ở Lào. Tiền Đồng lưu hành ở những khu vực của Việt Nam không nằm dưới sự kiểm soát của lực lượng cộng sản, tức trên lãnh thổ miền nam Việt Nam xét vào năm 1954.
Năm 1955, các tờ giấy bạc đồng độc lập thực sự đã được Ngân hàng Quốc gia Việt Nam phát hành.

### Hối suất
| Hối suất chính thức USD: Đồng VNCH | Hối suất chính thức USD: Đồng VNCH |
| Năm                                | Hối suất                           |
| ---------------------------------- | ---------------------------------- |
| 1953                               | 1: 35                              |
| 1960                               | 1: 73,5                            |
| 1966                               | 1: 80                              |
| 1970                               | 1: 277,75                          |
| 1972                               | 1: 550                             |
| 1975                               | 1: 700                             |

Việc kiểm soát hối suất giữa tiền Việt Nam Cộng hòa và các ngoại tệ thuộc Viện Hối đoái, một cơ quan tự trị thuộc Bộ Tài chánh. Hối suất được quy định vào năm 1953 là 1 đồng = 0,2857 USD, tức là 1 USD = 35 đồng. Giá trị tiền sau đó giảm dần trong khi lượng tiền lưu hành tăng từ 6,78 tỷ đồng vào năm 1955 lên thành 27,4 tỷ đồng vào cuối năm 1964. Hối suất chính thức sang thập niên 1960 tăng thành 1 USD = 73,5 đồng trong khi giá thị trường ở khoảng 1 USD = 130-180 đồng. Tỷ lệ chính thức do Viện Hối đoái điều chỉnh, cho phép một số đối tượng chuyển ngân ở giá thấp hay giá cao tùy thuộc vào diện ưu tiên. Ví dụ như công ty nhập cảng sữa bò cho trẻ em thì được giá hời trong khi hãng nhập cảng xe hơi thì phải chịu giá chính thức. Năm 1966 hối suất tăng thành 1 USD = 80 đồng tuy nhiên cho một số đối tượng kinh tế thì áp dụng 1 USD = 118 đồng. Tỷ lệ này giữ nguyên cho dù tình hình kinh tế suy thoái và sang năm 1970 giá chợ đen có khi lên tới 1 USD = 400 đồng.
Tháng Mười năm 1970 chính phủ Đệ Nhị Cộng hòa Việt Nam cho điều chỉnh lại hối suất chính thức, giảm giá trị một đồng thành 1 USD = 277,75 đồng (kèm 38 đồng phụ đảm và thuế) tức 1 đồng = 0,036 USD cho một số chuyển ngân ngoại tệ.
Năm 1972 kinh tế càng khó khăn cùng lúc chiến cuộc khốc liệt trong Mùa Hè Đỏ lửa, chính phủ phá giá đồng tiền với mục đích kích thích xuất cảng. Hối suất tăng vụt lên thành 1 USD = 600 đồng. Ngành xuất cảng khởi sắc nhưng giá trị mãi lực và lợi tức của người dân giảm mạnh. Đến năm 1975, năm cuối cùng của chính thể Việt Nam Cộng hòa thì 1 USD = 700 đồng.

## Tiền kim loại
Năm 1953, tiền kim loại các mệnh giá 10, 20, 50 xu đã được đưa vào lưu thông. Năm 1960, có thêm tiền kim loại mệnh giá 1 đồng; sau đó là 10 đồng năm 1964, 5 đồng năm 1966 và 20 đồng năm 1968. 50 đồng được đúc năm 1975 nhưng chưa kịp lưu hành thì Việt Nam Cộng hòa sụp đổ; toàn bộ tiền bị hủy bỏ dưới dạng kim loại phế thải, rất hiếm tiền xu này còn tồn tại. 
Các tiền kim loại đã phát hành có thể tạm chia ra 5 Seri.
| Seri đầu tiên | Seri đầu tiên | Seri đầu tiên | Seri đầu tiên | Seri đầu tiên | Seri đầu tiên                                           | Seri đầu tiên            | Seri đầu tiên |
| Mặt trước     | Mặt sau       | Mệnh giá      | Đường kính    | Vật liệu      | Mặt trước                                               | Mặt sau                  | Năm đúc       |
| ------------- | ------------- | ------------- | ------------- | ------------- | ------------------------------------------------------- | ------------------------ | ------------- |
|               |               | 10 su         | 23 mm         | Nhôm          | Ba người phụ nữ, "Quốc gia Việt Nam" (State of Vietnam) | Cây lúa, "Việt Nam"      | 1953          |
|               |               | 20 su         | 27 mm         | Nhôm          | Ba người phụ nữ, "Quốc gia Việt Nam" (State of Vietnam) | Cây lúa, "Việt Nam"      | 1953          |
|               |               | 50 xu         | 31 mm         | Nhôm          | Ba người phụ nữ, "Quốc gia Việt Nam" (State of Vietnam) | Hai con rồng, "Việt Nam" | 1953          |

| Seri thứ hai | Seri thứ hai | Seri thứ hai | Seri thứ hai | Seri thứ hai | Seri thứ hai                                             | Seri thứ hai | Seri thứ hai |
| Mặt trước    | Mặt sau      | Mệnh giá     | Đường kính   | Vật liệu     | Mặt trước                                                | Mặt sau      | Năm đúc      |
| ------------ | ------------ | ------------ | ------------ | ------------ | -------------------------------------------------------- | ------------ | ------------ |
|              |              | 50 su        | 31 mm        | Nhôm         | Ngô Đình Diệm, "Việt Nam Cộng Hòa" (Republic of Vietnam) | Cây tre      | 1960         |
|              |              | 1 đồng       | 23 mm        | Đồng nickel  | Ngô Đình Diệm, "Việt Nam Cộng Hòa" (Republic of Vietnam) | Cây tre      | 1960         |

| Seri Thứ ba | Seri Thứ ba | Seri Thứ ba | Seri Thứ ba                          | Seri Thứ ba | Seri Thứ ba                                              | Seri Thứ ba                                                       | Seri Thứ ba |
| Mặt trước   | Mặt sau     | Mệnh giá    | Đường kính                           | Vật liệu    | Mặt trước                                                | Mặt sau                                                           | Năm đúc     |
| ----------- | ----------- | ----------- | ------------------------------------ | ----------- | -------------------------------------------------------- | ----------------------------------------------------------------- | ----------- |
|             |             | 50 xu       | 30 mm                                | Nhôm        | Ngô Đình Diệm, "Việt Nam Cộng Hòa" (Republic of Vietnam) | Cây tre                                                           | 1963        |
|             |             | 1 đồng      | 23 mm                                | Đồng nickel | "Việt Nam Cộng Hòa", mệnh giá                            | Cây lúa                                                           | 1964        |
|             |             | 5 đồng      | 25 mm (lớn nhất) Viền gợn sóng vỏ sò | Đồng nickel | "Việt Nam Cộng Hòa", mệnh giá                            | Cây lúa, "Ngân Hàng Quốc gia Việt Nam" (National Bank of Vietnam) | 1966-1970   |
|             |             | 10 đồng     | 26 mm                                | Đồng nickel | "Việt Nam Cộng Hòa", mệnh giá                            | Cây lúa                                                           | 1964-1967   |

| Seri Thứ tư | Seri Thứ tư | Seri Thứ tư | Seri Thứ tư                          | Seri Thứ tư    | Seri Thứ tư                   | Seri Thứ tư                                                       | Seri Thứ tư |
| Mặt trước   | Mặt sau     | Mệnh giá    | Đường kính                           | Vật liệu       | Mặt trước                     | Mặt sau                                                           | Năm đúc     |
| ----------- | ----------- | ----------- | ------------------------------------ | -------------- | ----------------------------- | ----------------------------------------------------------------- | ----------- |
|             |             | 1 đồng      | 23 mm                                | Thép mạ nickel | "Việt Nam Cộng Hòa", mệnh giá | Cây lúa                                                           | 1971        |
|             |             | 5 đồng      | 25 mm (lớn nhất) Viền gợn sóng vỏ sò | Thép mạ nickel | "Việt Nam Cộng Hòa", mệnh giá | Cây lúa, "Ngân Hàng Quốc gia Việt Nam" (National Bank of Vietnam) | 1971        |
|             |             | 10 đồng     | 26 mm                                | Thép mạ nickel | "Việt Nam Cộng Hòa", mệnh giá | Cây lúa                                                           | 1968-1970   |
|             |             | 20 đồng     | 30 mm (lớn nhất) Dodecagon           | Thép mạ nickel | "Việt Nam Cộng Hòa", mệnh giá | Người nông dân, "Ngân Hàng Quốc gia Việt Nam"                     | 1968        |

| Seri Thứ năm (seri F.A.O.) | Seri Thứ năm (seri F.A.O.) | Seri Thứ năm (seri F.A.O.) | Seri Thứ năm (seri F.A.O.)                                      | Seri Thứ năm (seri F.A.O.) | Seri Thứ năm (seri F.A.O.)                                     | Seri Thứ năm (seri F.A.O.)                   | Seri Thứ năm (seri F.A.O.) |
| Mặt trước                  | Mặt sau                    | Mệnh giá                   | Đường kính                                                      | Vật liệu                   | Mặt trước                                                      | Mặt sau                                      | Năm đúc                    |
| -------------------------- | -------------------------- | -------------------------- | --------------------------------------------------------------- | -------------------------- | -------------------------------------------------------------- | -------------------------------------------- | -------------------------- |
|                            |                            | 1 đồng                     | 23 mm                                                           | Nhôm                       | "Việt Nam Cộng Hòa", mệnh giá                                  | Cây lúa, khẩu hiệu chương trình F.A.O.       | 1971                       |
|                            |                            | 10 đồng                    | 26 mm                                                           | Thép mạ đồng thau          | "Việt Nam Cộng Hòa" và "Ngân hàng Quốc gia Việt Nam", mệnh giá | Người nông dân, khẩu hiệu chương trình F.A.O | 1974                       |
|                            |                            | 20 đồng                    | 30 mm (lớn nhất) Dodecagon                                      | Thép mạ nickel             | "Việt Nam Cộng Hòa", mệnh giá                                  | Người nông dân, khẩu hiệu chương trình F.A.O | 1968                       |
|                            | 50 đồng                    | 25 mm                      | "Việt Nam Cộng Hòa" và "'Ngân hàng Quốc gia Việt Nam", mệnh giá | Thép mạ nickel             | Người nông dân, khẩu hiệu chương trình F.A.O                   | 1975                                         |                            |

## Tiền giấy
Thời Đệ Nhị Cộng hòa loạt tiền giấy lưu hành mang mệnh giá: 20 đồng, 50 đồng, 100 đồng, 200 đồng, 500 đồng và 1000 đồng.

## Hình tiền giấy Việt Nam Cộng hòa

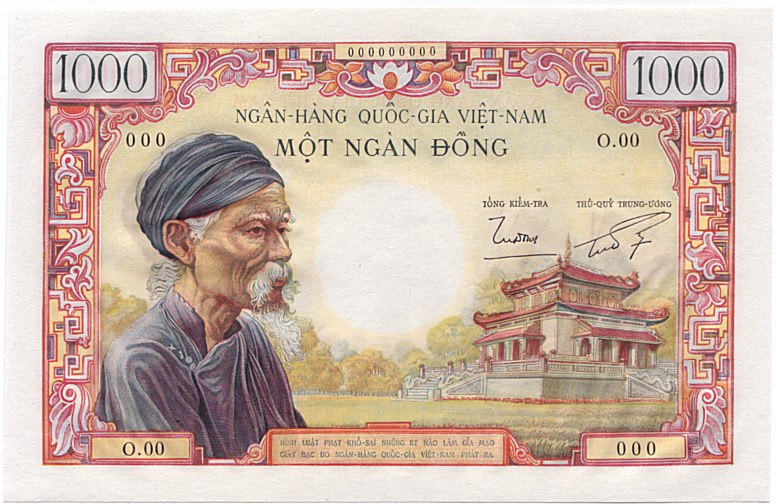
Tiền giấy mệnh giá 1000 đồng (1955), mặt trước
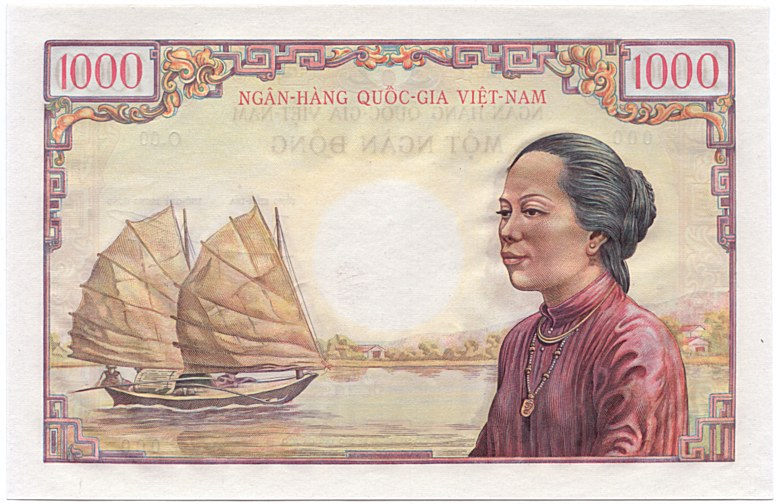
Tiền giấy mệnh giá 1000 đồng (1955), mặt sau
Tiền giấy mệnh giá 5 đồng (1955), mặt trước
Tiền giấy mệnh giá 5 đồng (1955), mặt sau
Tiền giấy mệnh giá 10 đồng (1955), mặt trước
Tiền giấy mệnh giá 10 đồng (1955), mặt sau
Tiền giấy mệnh giá 500 đồng (1966), mặt trước, với hình Trần Hưng Đạo
Tiền giấy mệnh giá 500 đồng (1966), mặt sau, với hình thuyền buồm
Tiền giấy mệnh giá 5000 đồng (1975), mặt trước hình Dinh Độc Lập
Tiền giấy mệnh giá 5000 đồng (1975), mặt sau in hình con beo